# 14656 Lijiang
14656 Lijiang eller 1998 YN22 är en asteroid i huvudbältet som upptäcktes den 29 december 1998 av Beijing Schmidt CCD Asteroid Program vid Xinglong-observatoriet. Den är uppkallad efter den kinesiska staden Lijiang.
Asteroiden har en diameter på ungefär 8 kilometer.